# Horia Stancu

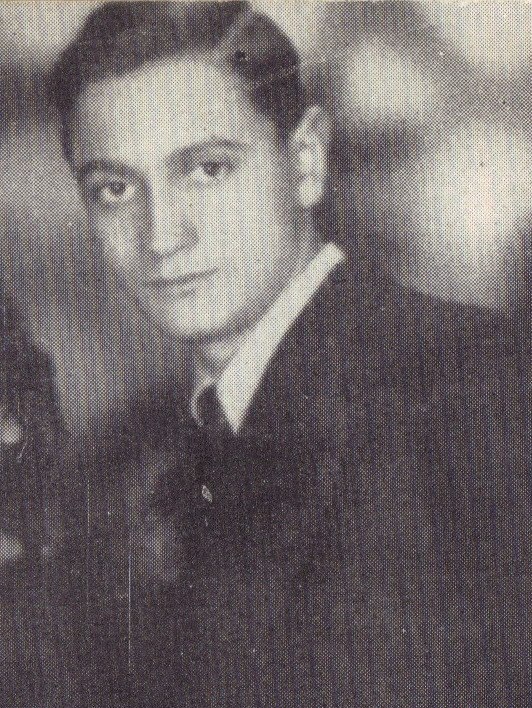
Horia Stancu (vor 1974)

Horia Stancu (* 8. August 1926 in Salcia, Kreis Teleorman; † 14. Oktober 1983 in Bukarest) war ein rumänischer Schriftsteller. Er von Beruf Mediziner und verfasste zahlreiche historische Romane.

## Werke (Auswahl)
- "Ohne Zauber Und Orakel" – die Lebensgeschichte des griechischen Arztes Asklepios, der bei den Römern unter den Namen Äskulap bekannt von Griechen und Römern als Gott der Heilkunst verehrt wurde. Aus dem Rumänischen von Ingeborg Seidel. Verlag Neues Leben Berlin, 1969
- "Fanar" – Hauptschauplatz des spannenden und koloritreichen Geschichts- und Sittenromans ist Fanar, der 1798 vorwiegend von Griechen und Angehörigen anderer Völker bewohnte Stadtteil von Istanbul. Von hier aus werden die der türkischen Regierung tributpflichtigen rumänischen Fürstentümer Moldau und Walachei regiert und Pläne zur Ausbeutung des Volkes geschmiedet. Der Autor zeichnet ein breit angelegtes Geschichtsbild des verfallenden Osmanischen Reiches und der Eroberungsfeldzüge Napoleons nach Ägypten und Syrien um 1800. Beeindruckend sind die vielen menschlichen Schicksale und Charaktere. Aus dem Rumänischen von Kurt Haller und Ruth Kisch. Verlag der Nation, 1978
- "Rückkehr auf die Wüste" – Alexander der Große und seine Geschichte
- "Ein Mann aus dem Osten ist gekommen"

| Personendaten    | Personendaten                   |
| ---------------- | ------------------------------- |
| NAME             | Stancu, Horia                   |
| KURZBESCHREIBUNG | rumänischer Mediziner und Autor |
| GEBURTSDATUM     | 8. August 1926                  |
| GEBURTSORT       | Salcia, Kreis Teleorman         |
| STERBEDATUM      | 14. Oktober 1983                |
| STERBEORT        | Bukarest                        |